# Водне поло на Чемпіонаті світу з водних видів спорту 2005
Змагання з водного поло на Чемпіонаті світу з водних видів спорту 2005 тривали з 17 до 30 липня в Парку Жан Драпо в Монреалі (Канада).

## Медальний залік

### Таблиця медалей
| Місце               | Країна                     | Золото | Срібло | Бронза | Загалом |
| ------------------- | -------------------------- | ------ | ------ | ------ | ------- |
| 1                   | Угорщина (HUN)             | 1      | 1      | 0      | 2       |
| 2                   | Сербія та Чорногорія (SCG) | 1      | 0      | 0      | 1       |
| 3                   | США (USA)                  | 0      | 1      | 0      | 1       |
| 4                   | Греція (GRE)               | 0      | 0      | 1      | 1       |
| 4                   | Канада (CAN)               | 0      | 0      | 1      | 1       |
| Загалом (5 збірних) | Загалом (5 збірних)        | 2      | 2      | 2      | 6       |

### Медалісти
| Дисципліна | Золото | Срібло | Бронза |
| ---------- | --- | --- | --- |
| Чоловіки   | Сербія та Чорногорія Денис Шефик Петар Трбоєвич Нікола Янович Ваня Удовичич Деян Савич Данило Ікодинович Слободан Нікич Владимир Гойкович Борис Злокович Александар Шапич Владимир Вуясинович Предраг Йокич Здравко Радич Головний тренер Петар Поробич | УгорщинаЗолтан Сечі Даніель Варга Норберт Мадараш Адам Штейнмец Тамаш Кашаш Аттіла Варі Гергель Кішш Чаба Кішш Раймунд Фодор Мартон Сівош Іштван Гергелі Тамаш Молнар Петер Бірош Головний тренер Денеш Кемень | ГреціяГеоргіос Реппас Анастасіос Шизас Дімітріос Мазіс Еммануїл Милонакіс Теодорос Хацітеодору Аргіріс Теодоропулос Хрістос Афрудакіс Георгіос Нтоскас Георгіос Афрудакіс Стефанос-Петрос Санта Антоніос Влонтакіс Мантос Вулгаракіс Ніколаос Делігіанніс Головний тренер Алессандро Кампанья |
| Жінки      | Угорщина Патріція Горват Естер Томашковіч Хріштіна Шерфозо Дора Кіштелекі Мерседеш Штібер Андреа Тот Ріта Дравуц Крістіна Зантлейтнер Оршоля Такач Аніко Пелле Агнеш Валькаї Фружина Бравік Тімеа Бенко Головний тренер Тамаш Фараго                    | СШАЕмілі Фегер Гезер Петрі Еріка Лоренц Бренда Вілла Лорін Венґер Наталі Ґолда Крістіна Кункел Еріка Фіґґе Джеймі Гіпп Келлі Ралон Морія Ван Норман Дрю Ваврзинскі Талія Менро Головний тренер Гетер Муді      | КанадаРейчел Рідделл Крістіна Алоґбо Вінтер Ламарр Сьюзен Ґардінер Тара Кемпбелл Марі Люк Арпен Кора Кемпбелл Домінік Перро Енн Дау Джана Салат Валері Діонн Крістін Робінсон Джоанн Беґен Головний тренер Патрік Оутен                                                                       |